# Mokrá Lúka
Mokrá Lúka este o comună slovacă, aflată în districtul Revúca din regiunea Banská Bystrica, pe malul râului Muráň⁠(d). Localitatea se află la altitudinea de 292 m deasupra n.m., se întinde pe o suprafață de 15,21 km2 și în 2017 număra 515 locuitori. Se învecinează cu Revúca și Revúcka Lehota.

## Istoric
Localitatea Mokrá Lúka este atestată documentar din 1427.

## Demografie
| An:                | 1994 | 2004    | 2014   | 2024   |
| ------------------ | ---- | ------- | ------ | ------ |
| Număr de persoane: | 458  | 536     | 513    | 545    |
| Diferență:         |      | +17,03% | −4,29% | +6,23% |

| An:                | 2023 | 2024   |
| ------------------ | ---- | ------ |
| Număr de persoane: | 557  | 545    |
| Diferență:         |      | −2,15% |